# Assailant
Assailant ist eine 2001 gegründete Power-Metal-Band aus Schweden. Im Jahre 2001 spielten sie unter dem Namen Sacra Via und bis 2004 hießen sie Ecliptica.

## Bandgeschichte
Die Band wurde 2001, damals noch unter dem Namen Sacra Via, von Oskar Norberg, Peder Sandström, Joakim Jonsson und Patrik Larsson in Umeå gegründet. Auf der Suche nach einem Sänger, trafen sie auf Markus Granberg und beendeten somit die Arbeiten an ihrer ersten Demo. Später stoß Kristofer Eriksson, ein Freund aus Jugendzeiten von Patrik Larsson und Peder Sandström, als zweiter Gitarrist dazu. Zusätzlich wurde eine weitere Demo aufgenommen.
Kurz darauf ging Kristofer nach Stockholm, um dort Musik zu studieren, und Markus bekam einen Job in Spanien als Entertainer und verließ Schweden.
Im Mai 2004 kam Ecliptica mit Peder Sundqvist (Dead Street Journal und Lesra) in Kontakt. Zusammen nahmen sie ihren ersten gemeinsamen Song Lies auf und Markus wurde kurz darauf der neue Sänger. Da die Band dringend einen zweiten Gitarristen brauchte, trat Marcus Sundbom, der ebenfalls mit Peder Sundqvist bei Dead Street und Journal spielte, im August desselben Jahres in die Band ein. Kurz darauf beschlossen sie den alten Bandnamen Ecliptica fallen zu lassen und nannten sich in Assailant um.
2005 kam ihre erste Demo mit acht unterschiedlichen Songs heraus. Im August/September desselben Jahres unterzeichneten sie einen Plattenvertrag beim deutschen Plattenlabel Dockyard 1.
2006 erschien ihr Debüt-Album Nemesis Within, dem teils sehr aggressive Parts beigemischt wurden. Nach zwei Jahren harter Arbeit erschien 2008 ebenfalls unter Dockyard 1 Assailants zweites Album Wicked Dream, auf dem, wie beim Vorganänger-Album, auch aggressivere Teile zu hören waren. Zusätzlich begannen sie im Winter mit den Dreharbeiten zu ihrem ersten Video A Day Tomorrow.
Im August 2009 verließ Keyboarder Peder Sandström überraschend die Band.
Ende Dezember desselben Jahres trennten sich die Wege von Assailant und Dockyard 1.
Die Band begründete dies so:

„Wir möchten Dockyard 1 für alles danken und wünschen ihnen das Beste. Wir, Assailant, haben beschlossen Dockyard 1 zu verlassen, da wir beide voneinander profitiert haben, aber wir deshalb nach einem neuen Label suchen, da wir noch einmal ganz von vorne starten möchten. Jetzt möchten wir unsere Arbeit an unserem dritten Studioalbum weiterführen und schauen was die Zukunft in den Händen hält.
Noch einmal danke an Dockyard 1. Ihr seit echt nette Leute!
Danke!“

Zurzeit ist Assailant auf der Suche nach einem neuen Label.
Am dritten Album wird noch gearbeitet; ein Release-Datum sowie ein Name sind noch nicht bekannt.

## Diskografie

### Alben
- 2006: Nemesis Within (Dockyard 1)
- 2008: Wicked Dream (Dockyard 1)

### Demos und EPs
- 2005: Mental State (Demo)

### Musikvideos
- 2008: A Day Tomorrow